# L'incantevole abitudine
L'incantevole abitudine è il quinto album di Marina Rei pubblicato nel 2002, lanciato in estate dal primo singolo Il giorno della mia festa e scritto e prodotto a quattro mani con Daniele Sinigallia. Il sound viene addolcito rispetto al precedente Inaspettatamente, assumendo sonorità maggiormente acustiche vicine ad un'atmosfera folk statunitense.
È il primo ed unico album pubblicato con l'etichetta BMG.
Il brano La parte migliore di me è stato incluso nella colonna sonora del film Ricordati di me di Gabriele Muccino.

## Tracce
1. Verrà il tempo – 3:29
2. La parte migliore di me – 4:23
3. Il giorno della mia festa – 3:20
4. Sguardi – 4:08
5. Lasciati guardare – 4:15
6. Gli angeli – 4:26
7. Così lontani – 3:55
8. Qualcuno con cui restare – 4:00
9. Lo stato della coscienza – 4:00
10. L'incantevole abitudine – 4:14